# NGC 828
NGC 828 في الفهرس العام الجديد، هي مجرة، تقع في كوكبة المرأة المسلسلة. اكتشفت في 18 أكتوبر 1786 بواسطة ويليام هيرشل.

## روابط خارجية
- NGC 828 على موقع ويكي سكاي: DSS2, SDSS, GALEX, IRAS, Hydrogen α, X-Ray, Astrophoto, Sky Map, Articles and images